# Гра випадку

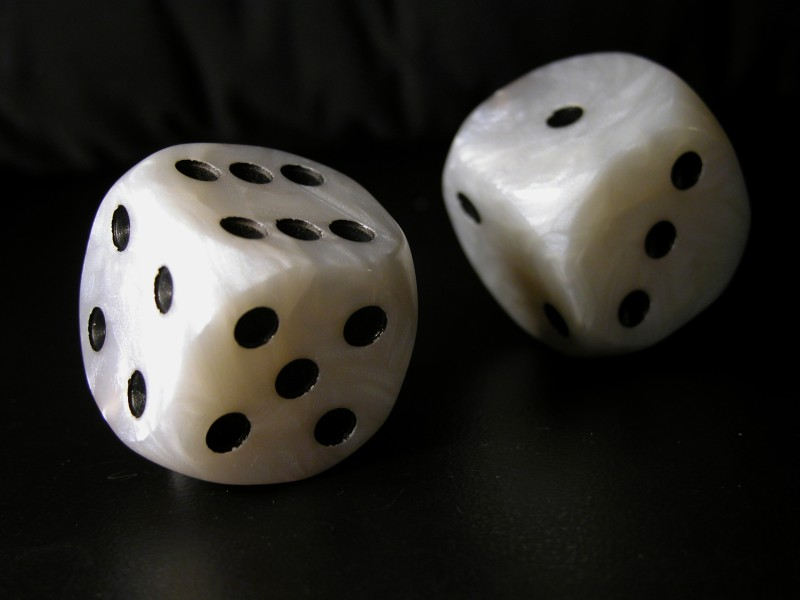
Гральні кості

Гра випадку — гра результат якої сильно залежить від якогось засобу, що вносить випадковість, і під час якої гравці можуть (а можуть і ні) робити ставки грішми, чи іншими цінностями. Типовими засобами створення випадковості є кості, дзиґи, карти, рулетка, колеса чи пронумеровані кульки, що витягуються з контейнера.
Гра випадку яка включає ставки які мають грошову цінність називається азартною.
Азартні ігри відомі майже у всіх суспільствах, хоча в багатьох заборонені законом. Навіть стародавні люди використовували замість гральних кубиків кістки овець. Деякі люди розвинули психологічну залежність від азартних ігор, і навіть можуть ризикувати їжею та домом щоб продовжити гру.
Деякі ігри випадку можуть також включати певну частку навички. Це справджується коли гравець, чи гравці можуть ухвалювати рішення на основі попереднього досвіду чи неповної інформації, в таких іграх, як покер та блекджек. В інших іграх, таких як рулетка та бакара гравець лише обирає розмір ставки і на що ставити, а все інше залежить від шансу, тому ці ігри все одно вважаються іграми випадку з дуже малою необхідною навичкою. Відмінність між іграми шансу та навички важлива, бо в багатьох країнах ігри випадку якщо не заборонені, то принаймні на них накладені обмеження.